# Rosarium Virginis Mariae
Rosarium Virginis Mariae ist ein am 16. Oktober 2002 von Papst Johannes Paul II. herausgegebenes apostolisches Schreiben, mit dem „die lichtreichen Geheimnisse“ des Rosenkranzes eingeführt wurden und das das Jahr 2002 zum „Jahr des Rosenkranzes“ erklärte.

## Rosenkranz und Heilige Schrift
Der Rosenkranz sei ein beschauliches und auf Christus bezogenes Gebet, welches von der Heiligen Schrift nicht getrennt werden dürfe. Er ist das Gebet der Christen, welche angeleitet von der Jungfrau Maria Jesus auf dem Pilgerweg des Glaubens voranschreiten. Es sei daher wichtig, das Rosenkranzgebet in der Familie, in den Gemeinden und Gemeinschaften für die Mission der Kirche und für den Frieden unter den Menschen zu beten. Papst Johannes Paul II. bezeichnet in seinem Apostolischen Schreiben den Rosenkranz als „Kurzfassung des Evangeliums“ und unterstreicht den Wert des Rosenkranzgebetes für die „Gleichgestaltung mit Christus“.

## Ein neues Geheimnis
Er fügte den 15 bisherigen Rosenkranz-Geheimnissen fünf weitere hinzu, die Stationen des öffentlichen Leben Jesu umreißen. Die drei großen Geheimnisse, die jeweils in Fünfergruppen aufgeteilt sind, lauten:
1. Der freudenreiche Rosenkranz umfasst die Geburt Jesu, seine Kindheit und Jugend;
2. Der schmerzhafte Rosenkranz betrachtet Leiden und Sterben Jesu;
3. Der glorreiche Rosenkranz entfaltet die österliche Botschaft.

Zur Verdeutlichung des christologischen Gehaltes des Rosenkranzgebetes empfahl Johannes Paul II. die Ergänzung eines weiteren Geheimnisses: den „Lichtreichen Rosenkranz“, die Betrachtung des öffentlichen Lebens Jesu zwischen seiner Taufe und seinem Leidensweg.

## Die „lichtreichen Geheimnisse“ des Rosenkranzes

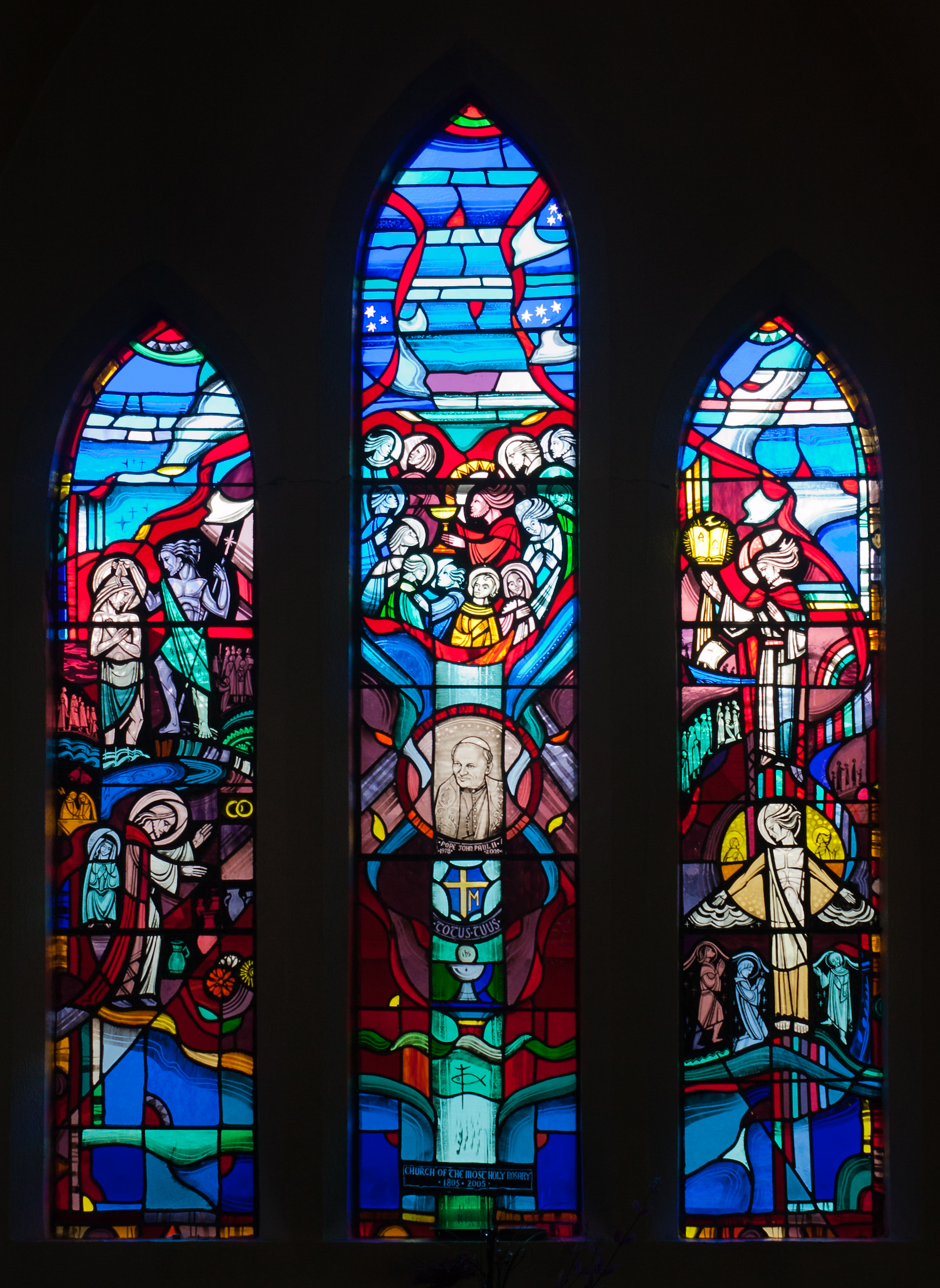
2005 erstellte Glasmalerei des irischen Künstlers George Walsh mit einer Darstellung der fünf „lichtreichen Geheimnissen“ des Rosenkranzes

Die neu eingeführten „lichtreichen Geheimnisse“ des Rosenkranzes umfassen folgende Abschnitte im Leben Jesu:
1. Die Taufe im Jordan
2. Die Hochzeit von Kana
3. Die Verkündigung des Reiches Gottes
4. Die Verklärung
5. Die heiligste Eucharistie (Das Altarssakrament)

Als Gründe für diese Erweiterung führt Johannes Paul II. an: Diese „Geheimnisse“ des Lichtreichen Rosenkranzes könnten uns dazu verhelfen, das Wunder der Göttlichkeit und gleichzeitiger Menschlichkeit Jesu besser zu verstehen. Der „Lichtreiche Rosenkranz“ spiegele nicht nur das göttliche Licht wider, sondern sei auch Zeugnis seiner Kraft, die aus Altem Neues mache.

## Die Beziehung zur Gottesmutter Maria
Papst Johannes Paul II. schreibt über die Beziehung der neuen Geheimnisse zur Gottesmutter Maria:
Die Präsenz Mariens bleibt in diesen Geheimnissen im Hintergrund mit Ausnahme der Hochzeit zu Kana. Die Evangelien deuten gelegentlich ihre Anwesenheit bei dieser oder jener Predigttätigkeit Jesu an (vgl. Mk 3, 31–35; Joh 2, 12), [...]. Die ihr in Kana zugefallene Aufgabe begleitet jedoch in gewisser Weise den ganzen Weg Jesu. Die Offenbarung, die bei der Taufe im Jordan direkt vom Vater ausgeht und in den Worten des Täufers widerhallt, liegt zu Kana auf ihren Lippen und wird zu der großen mütterlichen Ermahnung, die Maria an die Kirche aller Zeiten richtet: »Was er euch sagt, das tut!« (Joh 2, 5). Hier finden wir die Mahnung, die die Worte und Zeichen Jesu während seines ganzen öffentlichen Wirkens vorbereitet und somit den marianischen Hintergrund aller „lichtreichen Geheimnisse“ bildet. (Rosarium Virginis Mariae Nr. 21)